# Соловцовский сельсовет
Соловцовский сельсовет — сельское поселение в Иссинском районе Пензенской области Российской Федерации.
Административный центр — село Соловцово.

## История
Статус и границы сельского поселения установлены Законом Пензенской области от 2 ноября 2004 года № 690-ЗПО «О границах муниципальных образований Пензенской области».
15 сентября 2010 года законом Пензенской области №1946-ЗПО в состав Соловецкого сельсовета включены населённые пункты упразднённого Дмитриевского сельсовета.

## Население
| 2002 | 2010 | 2012 | 2013 | 2014 | 2015 | 2016 |
| ---- | ---- | ---- | ---- | ---- | ---- | ---- |
| 674  | ↘602 | ↗970 | ↘952 | ↘924 | ↘875 | ↗884 |
| 2017 | 2018 | 2021 |      |      |      |      |
| ↘867 | ↘847 | ↘689 |      |      |      |      |

## Состав сельского поселения
| № | Населённый пункт | Тип населённого пункта       | Население |
| - | ---------------- | ---------------------------- | --------- |
| 1 | Александровка    | деревня                      | 29        |
| 2 | Архаровка        | село                         | ↘158      |
| 3 | Грибоедово       | село                         | ↘28       |
| 4 | Дмитриевка       | село                         | ↘233      |
| 5 | Маровка          | село                         | ↘151      |
| 6 | Сипягино         | село                         | ↘0        |
| 7 | Соловцово        | село, административный центр | ↘423      |